# Šitbořice

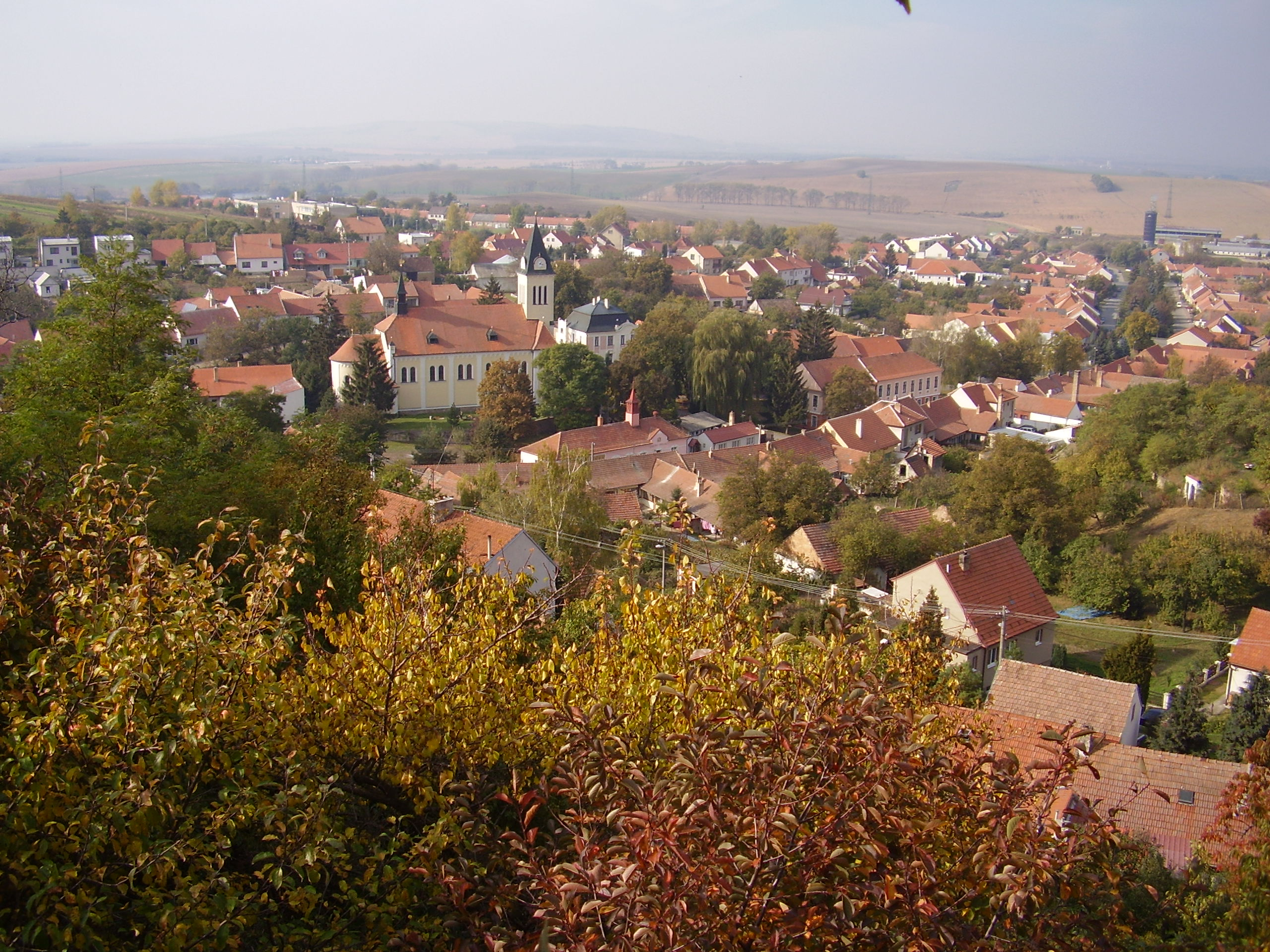
Blick von den Staré hory über Šitbořice gegen Nordwesten zur Thaya-Schwarza-Talsenke

Šitbořice (deutsch Schüttboritz, früher Schittborzitz) ist eine Gemeinde in Tschechien. Sie liegt sieben Kilometer nordwestlich von Klobouky u Brna und gehört zum Okres Břeclav.

## Geographie
Šitbořice befindet sich in den Hügeln der Boleradická vrchovina, eines westlichen Ausläufers des Steinitzer Waldes in der Quellmulde des Baches Šitbořický potok. Nördlich erhebt sich der Strážky (290 m), im Osten die Šitbořické nové hory, südöstlich die Šitbořické staré hory (323 m) und im Süden der Lichy (331 m). Westlich des Dorfes liegt der Teich Dvorský rybník.
Nachbarorte sind Těšany im Norden, Borkovany im Nordosten, Martinice im Südosten, Diváky im Süden, Nikolčice und Křepice im Südwesten, Nový Dvůr im Westen sowie Jalovisko und Moutnice im Nordwesten.

## Geschichte
Archäologische Funde auf dem Gebiet der Gemeinde reichen bis in die Jungsteinzeit. Überlieferungen zufolge soll auf Hügel Hradisko in der Ortsmitte eine Feste gestanden sein, die um das Jahr 1000 einem Ješutboř gehört haben soll.
Die erste schriftliche Erwähnung von Ješutbořice einschließlich der Pfarrer und einer steinernen Kirche erfolgte 1255 als Besitz der Herren von Lomnice. Im Jahre 1317 übergab Katharina von Deblín nach dem Tode ihres Mannes Tas von Lomnitz die Kirchpatronate in Ořechov und Jestbořice sowie die Dörfer Velké Blažovice, Malé Blažovice und Ořechovičky dem ihrem Mann gestifteten Dominikanerinnenkloster der Hl. Anna bei Brünn. Ab dem 14. Jahrhundert erlangte Šitbořice als Weinbauort Bedeutung und erhielt später ein eigenes Bergrecht. Nach zahlreichen Besitzerwechseln erwarben 1824 die Brüder Augustin und Ignatz von Neuwall das Gut und schlossen es an ihre Herrschaft Klobouky an. Bis zur Mitte des 19. Jahrhunderts blieb Šitbořice danach immer nach Klobouky untertänig.
Nach der Aufhebung der Patrimonialherrschaften bildete Šitbořice/Schittborzitz ab 1850 eine Gemeinde in der Bezirkshauptmannschaft Auspitz. Die Freiwillige Feuerwehr gründete sich 1898. Nachdem die Bezirksstadt Auspitz 1938 infolge des Münchner Abkommens dem Deutschen Reich zugeschlagen worden waren, wurde Šitbořice danach bis 1945 dem Politischen Bezirk Brünn-Land und dem Gerichtsbezirk Klobouky zugeordnet. 1940 bestand das Dorf aus 600 Häusern. Nach dem Ende des Zweiten Weltkriegs wurde der Okres Hustopeče wiederhergestellt. Nach dessen 1960 erfolgter Aufhebung gehört Šitbořice zum Okres Břeclav. 1998 und 2001 gewann die Gemeinde beim Wettbewerb Dorf des Jahres im Okres Břeclav und der Region Brno. Östlich und südlich des Dorfes bestehen Weinberge.

## Gemeindegliederung
Für die Gemeinde Šitbořice sind keine Ortsteile ausgewiesen.

## Partnergemeinden
- Dinhard, Schweiz

## Sport
Šitbořice ist eines der Zentren des tschechischen Radballsports und war Veranstaltungsort mehrerer internationaler Turniere. Über den Radball entwickelte sich auch die Gemeindepartnerschaft mit Dinhard. Etliche Sportler des TJ Šitbořice nahmen an Radballweltmeisterschaften teil.

## Sehenswürdigkeiten
- Kirche des hl. Nikolaus, der neoromanische Bau entstand in den Jahren 1910–1911 anstelle eines 1909 wegen Einsturzgefahr abgebrochenen gotischen Vorgängerbaus aus dem 15. Jahrhundert. 1913 wurde sie zunächst dem hl. Wenzel geweiht, später aber wieder dem hl. Nikolaus
- Statue des hl. Johannes von Nepomuk, geschaffen 1759
- Heilquelle Štengar bzw. Štyngar, ihr Name leitet sich vom schwefelwasserstoffhaltigen Wasser ab und lautete früher Stinker bzw. Štingar
- In den Sandstein und verfestigten Löß gegrabene Weinkeller am Hradisko und im Grund Žleb